# Спиридонова, Ирина Михайловна
Ири́на Миха́йловна Спиридо́нова (12 сентября 1938, Днепропетровск — 18 июля 2013, Днепропетровск) — украинский учёный-физик, создавшая новые научные направления в области 
и исследований твердых сплавов, содержащих бор.
Доктор технических наук (1987), профессор (1989).
Член Инженерной академии наук Украины (1992) и Академии наук Высшей школы Украины (2004).
Лауреат Государственной премии Украины в области науки и техники (2000).
В 1988—2013 годах работала профессором кафедры металлофизики Днепропетровского университета.
В 1993—1995 годах проводила научные исследования в лабораториях Университете Альберты (Эдмонтон, Канада).
В 2002 году приглашённый лектор в Пекинском научно-техническом университете (бывший Пекинский институт стали, Китай).
Заслуженный деятель науки и техники Украины (1998).

## Биография
Родилась в Днепропетровске в семье преподавателя Днепропетровского металлургического института, украинка. С 1946 г. по 1956 г. училась в СШ № 71 г. Днепропетровск, а с 1956 г. по 1961 г. — в Днепропетровском металлургическом институте, который окончила с отличием. После института работала в Научно-исследовательском институте технологии машиностроения, а с февраля 1967 г. — в научно-исследовательском секторе Днепропетровского государственного университета. С 1968 г. по 1972 г. училась в аспирантуре при кафедре экспериментальной физики. В 1973 г. защитила кандидатскую диссертацию. С 1972 г. заведовала Отраслевой лабораторией прикладной физики. С 1981 г. занимала должности доцента кафедры металлофизики и научного руководителя Отраслевой лаборатории прикладной физики. С 1987 г. по 1995 г. была заместителем декана физического факультета по научной работе. В 1987 г. защитила диссертацию на соискание научной степени доктора технических наук. С 1988 г. по 2013 г. работала профессором кафедры металлофизики. Получила звание старшего научного сотрудника (в 1978 г.), доцента (в 1985 г.), профессора (в 1989 г.).
Автор и соавтор 4 учебных пособий и учебника. В 2002 г. читала курс лекций по физическому материаловедению в Пекинском научно-техническом университете. С 1990 г. была научным руководителем Отдела динамической металлофизики. Ею созданы новые научные направления в области физики поверхности и исследований твердых сплавов, которые содержат бор, разработаны разнообразные наплавные материалы, высокоэффективные технологии химико-термической обработки, средства спектроаналитичного контроля сплавов и др. С 1993 г. по 1995 г. проводила научные исследования в лабораториях Университете Альберты (Эдмонтон, Канада). Её разработки нашли применения более чем на 50 предприятиях промышленности. Результаты исследований были представлены почти на 130 международных и национальных форумах. Член оргкомитетов международных конференций «Эвтектика» (1982—2006 гг.), «Стратегия качества в промышленности и образовании» (г. Варна, 2005—2007 гг.).
Под её руководством успешно защищены более 12 кандидатских и 2 докторских диссертации. Была официальным оппонентом многих диссертаций. Автор более 450 научных трудов, в том числе 3 монографий. Получила 54 авторских свидетельства и патента, все в соавторстве. Действительный член Инженерной академии наук Украины (с 1992 г.) и Академии наук Высшей школы Украины (с 2004 г.). Член бюро Украины Международного союза металлов (АSM International), член Национального комитета по проблемам сварки. При её активном участии создан специализированный совет ФФЕКС ДНУ Архивная копия от 1 июня 2019 на Wayback Machine по специальности Д 08.051.02. Работала ученым секретарем этого совета и членом двух специализированных советов в других заведениях. Член редакционных коллегий изданий «Вестник Днепропетровского университета. Серия Физика. Радиоэлектроника» и «Теория и практика металлургии».

## Награды и звания
Заслуженный деятель науки и техники Украины (в 1998 г.), лауреат Государственной премии Украины, в области науки и техники (в 2000 г.). Заслуженный научный сотрудник Днепропетровского национального университета (в 2001 г.). , медалями «Ветеран труда» (1993 г.), «За доблестный труд» (1995 г.), нагрудным значком «Творец» (2006 г.). Получила Золотую медаль Всемирной организации интеллектуальной собственности за изобретение Украины № 43482 «Способ борування алюминия и его сплавов». Управляемые ею разработки получили бронзовую медаль ВДНХ СССР (1984 г.), серебряную и бронзовую медали ВДНХ УССР (1986 г.). Сведения о ней вошли в Библиографический энциклопедический словарь «Женщины Украины» (2001 г.), в каталог ведущих специалистов Украины, в отрасли сварки и наплавления (2004 г.), в книгу «Педагогическая слава Украины» (2008 г.) и разные издания Американского биографического института, а также Международного биографического центра (Англия) (1998—2005 гг.).

## Основные труды
- «Упрочнение поверхности металлов и сплавов» (1985);
- «Моделирование процессов кристаллизации» (1985, в соавторстве);
- «Высоконадежное металлургическое оборудование в ресурсосберегающих технологиях» (2000).